# František Matoušek (malíř)
František Matoušek (12. května 1901 Vysoké Mýto – 13. října 1961 Praha) byl český malíř, jeden z prvních průkopníků abstrakce u nás; přestože byl generačním druhem prvních českých surrealistů, členem Devětsilu a na Akademii spolužák Jindřicha Štyrského, nikdy se nestal členem Surrealistické skupiny. Jeho dílo se vyvíjelo osobitým směrem k pozoruhodnému výtvarnému stylu, který v sobě snoubil politickou angažovanost s osobitě pojatými podněty moderního malířství, především formální abstrakce, konstruktivismu a velmi originálně přivlastněného surrealismu. Jeho jméno zůstalo laické i odborné veřejnosti dosud poměrně neznámé, neboť jeho autentické dílo z 20.- 40. let nebylo od války až do roku 2009 nikdy vystaveno. Malířovu pozůstalost, uloženou v depozitářích Městské galerie ve Vysokém Mýtě, se toho roku podařilo zpracovat a vystavit na výstavě Residue – z pozůstalosti Františka Matouška v Městské galerii ve Vysokém Mýtě (kurátoři Pavel Chalupa a Jana Svobodová).

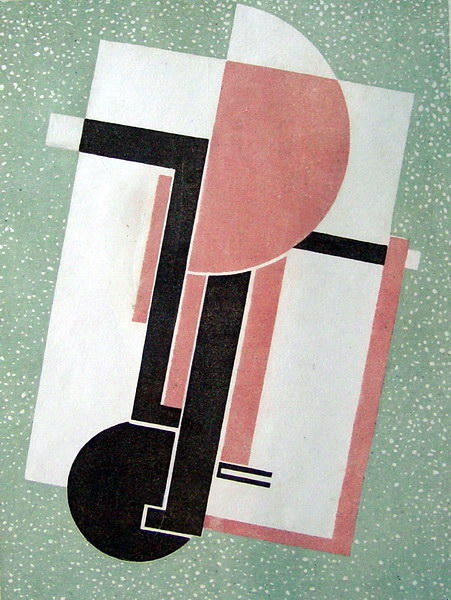
Vyšinutá rovnováha, litografie, 1925

## Biografie
- 12. května 1901 Narodil se ve Vysokém Mýtě v rodině kamnáře Jana Matouška.
- 1912–1920 Studoval na vysokomýtském gymnáziu, docházel na kreslení k Arnoldu Koblitzovi.
- 1920–1925 Studoval na pražské Akademii výtvarných umění u prof. Augusta Brömseho.
- 1925–1929 Studoval filozofii, pedagogiku a dějiny umění na Karlově univerzitě
- 1923–1924 První návštěva Paříže, cesty po Itálii.
- 1925 Vydal publikaci Obrazy knižně vydané s předmluvou Josefa Čapka.
- 1926 Členem uměleckého spolku Devětsil, výstavy s Devětsilem, vydání souboru litografií Vyšinutá rovnováha.
- 1929 Zakončil výtvarnou Akademii u profesora Thieleho.
- 1929–1931 Členem Umělecké besedy, výstavy v Bratislavě, Rize a dalších členských výstavách, cesty do Chorvatska, Řecka, Itálie, Francie.
- 1930 Výstava v Praze, seznámení se s první ženou Helenou.
- 1932–1937 Vlastnil grafický ateliér v Praze, cesty do Itálie a Paříže.
- 1933 Výstava v Praze, pobyt ve Španělsku a Paříži.
- 1935–1936 Cesty po Francii, pobyt v Paříži.
- 1937 Spolupráce na světové výstavě v Paříži, vlastní oddělení na výstavě Galerie Courvoisier v San Francisku.
- 1938 Odjel natrvalo do Paříže, vrací se však k mobilizaci, organizuje založení Kruhu výtvarníků.
- 1939 Po obsazení Prahy odjel zpět do Paříže; organizoval vydání kolektivního díla Pour la Tchécoslovaquie, hommage à un pays martyr (Za Československo, pocta mučednické zemi)- kam přispěli mj. i Marc Chagall, André Lhote, Louis Marcoussis, Pablo Picasso či Ossip Zadkine; výstavy v Corbeau, Galerii des Beaux- Arts, mezispojenecké výstavy v Rennes, Tours, Nantes; předsedou Skupiny československých výtvarníků.
- 1940 Vydání sbírky básní Hlasy domova v grafické úpravě a péči F. Matouška; po obsazení Paříže útěk do Anglie, kde založil Czechoslovak School of Applied Art v Chelsea; výstava válečných kreseb v Londýně; seznámení s druhou ženou Annou Petrovskou.
- 1942 Účast na výstavě v Royal Society, výstavě Spojených národů a v Gallery Whitechapel.
- 1943 Vydání anglické monografie F. Matoušek: Paintings and drawings.
- 1944 Odjezd do USA, výstavy v New Yorku – Bignou Gallery, New School.
- 1945 Odjezd zpět do Anglie, odkud přenesl školu užitého umění do Paříže.
- 1947 Vydání válečných kreseb F. Matoušek 1939-45 u Vladimíra Žikeše, živil se jako ilustrátor pro časopisy Lettres Françaises a Parallèle 50.
- 1948 Po příchodu Adolfa Hoffmeistera jako velvyslance do Paříže oživil staré přátelství z Devětsilu a zkoušel pracovat pro ambasádu.
- 1950 Vypovězen z Francie na základě odvetných opatření v rámci studené války, spolu s A. Hoffmeisterem.
- 1950–1953 V Československu přijat s dobovou ostražitostí jako typický západník. Na svobodě zůstal pravděpodobně pouze díky A. Hoffmeisterovi, který nad ním držel ochrannou ruku až do smrti.
- 1951 Výstava Kresby a záznamy ze současné Francie a z válečných let v Praze a Vysokém Mýtě.
- 1953 Narození dcery Jany, cesty na Slovensko.
- 1957–1958 Cesty do Bulharska.
- 1961 Výstavy obrazů k 60. narozeninám ve Vysokém Mýtě a Praze; autentické dílo z 20. – 30. let však na nich chybělo.
- 13. října 1961 Zemřel v Praze.

## Katalogy samostatných výstav, výtvarné soubory a ilustrace
- F. Matoušek: Vyšinutá rovnováha, soubor litografií, Praha 1926.
- Pour la Tchécoslovaquie. Hommage à un pays martyr, Paříž 1939.
- Hlasy domova, Edice Československý boj, Paříž 1940.
- F. Matoušek 1939 - 45, Vladimír Žikeš, Praha, 1947 – soubor 16 reprodukcí.
- František Matoušek, Kresby a záznamy ze současné Francie a z válečných let, katalog výstavy ve výstavní síni Československého spisovatele, Praha, 1951.
- František Matoušek - Výběr z životního díla k 60. narozeninám, katalog výstavy, Městská galerie Vysoké Mýto 1961, text Jana Hoffmeisterová.
- František Matoušek - Výstava k 60. narozeninám, Galerie Václava Špály, Praha 1961, text Adolf Hoffmeister.

## Zastoupení ve sbírkách
- Městská galerie Vysoké Mýto (350 kreseb, 46 maleb)
- Národní galerie v Praze (21 kreseb, 5 maleb)
- Galerie výtvarného umění v Náchodě
- Muzeum umění Olomouc
- Východočeská galerie v Pardubicích
- Galerie umění Karlovy Vary
- Regionální muzeum ve Vysokém Mýtě